# Канцлежовиці
Канцлежовиці (пол. Kanclerzowice) — село в Польщі, у гміні Жміґруд Тшебницького повіту Нижньосілезького воєводства.
Населення — 272 особи (2011).
У 1975-1998 роках село належало до Вроцлавського воєводства.

## Демографія
Демографічна структура станом на 31 березня 2011 року:
|          | Загалом | Допрацездатний вік | Працездатний вік | Постпрацездатний вік |
| -------- | ------- | ------------------ | ---------------- | -------------------- |
| Чоловіки | 142     | 27                 | 101              | 14                   |
| Жінки    | 130     | 30                 | 67               | 33                   |
| Разом    | 272     | 57                 | 168              | 47                   |